# 芭芭拉·克拉克
芭芭拉·克拉克（英語：Barbara Clark，1958年9月24日—），加拿大女子游泳运动员。她曾代表加拿大参加1976年夏季奥林匹克运动会游泳比赛，获得女子4×100米自由泳接力铜牌。